# Oton Bajc
Oton Bajc, slovenski zdravnik kirurg in organizator bolnišnične službe, * 14. november 1903, Ljubljana, † 22. marec 1993, Ljubljana.

## Življenje in delo
Medicino je študiral v Heidelbergu in Innsbrucku. Po končanem študiju se je izpopolnjeval v nevrokirurgiji v Berlinu in na Dunaju (1934-1935) ter v pljučni kirurgiji v Parizu (1956). Služboval je na kirurškem oddelku Splošne bolnišnice v Ljubljani (1938-1945), v vojaških bolnišnicah v Crikvenici, Reki in v Opatiji (1945-1946) ter bil šef kirurškega oddelka Vojaške bolnišnice v Ljubljani (1947). V letih 1948−1976 je bil predstojnik kirurškega oddelka Splošne bolnišnice v Novem mestu in v obdobju 1963-1976 tudi njen direktor. Bolnišnico je reorganiziral in izpeljal gradnjo novih objektov na desnem bregu Krke. Posebno skrb je posvečal travmatologiji in vzgoji kadrov. Njegovo delo pomeni prelomnico v razvoju zdravstva na Dolenjskem.
Po njem se danes imenuje ulica v Novem mestu.